# Тупољев Ту-22M
Тупољев Ту-22М (рус. Туполев Ту-22М; НАТО класификација ) је стратегијски суперсонични бомбардер са променљивом геометријом крила конструисан у Совјетском Савезу. Тренутно се налази у руском и индијском ратном ваздухопловству.

## Пројектовање и развој
Након успешног тестирања бомбардера Тупољев Ту-22 и уочених недостатака код овог авиона, совјетски научници и инжењери из ОКБ 156 Тупољев (Опитни Конструкциони Биро - Тупољев) су почели са развојем новог бомбардера на бази претходног. Главни циљ је био постићи максималну брзину од +2.2 маха и долет од 7000 km тако да су се конструктори одлучили да примене технику променљиве геометрије крила. Ово омогућава авиону комбинацију кратког полетања и слетања, добре перформансе при крстарењу (пре свега економичност) али и исто тако добре карактеристике при лету на великим брзинама. Овај авион је био намењен за конвенционалан нуклеарни напад, напад на велике површинске бродове и извиђачке мисије. С обзиром да је могао да лети веома ниско и да из тог положаја ракетама средњег или дугог домета или крстарећим ракетама нападне циљеве пре него што и сам буде откривен, сврстао га је у ред много опаснијег противника него што су то били његови претходници Ту-16 и Ту-22.
Развој овог авиона има своју предисторију која почиње 1962. године са низом предпројеката авиона сличних карактеристика али различитих конструктивних решења, али озбиљан рад је почео 1967. године а први прототип је полетео 30. августа 1969. године и показао се као успешан. Уследила су даља истраживања и тестови који су довели до појаве чак 4 верзије. Бомбардеру су се постепено повећавали радијус (7.000km без пуњења), брзина (2.300km/h) и носивост (24.000kg).
Да би повећали домет авиона Совјети су уградили систем за допуну горива у ваздуху. Уз помоћ овог система Ту-22м је могао да дејствује по циљевима на површини целе Азије, Африке и Северноамеричког континента изузев Флориде и Мексика. Фактички на тај начин је овај авион добио интерконтинентална својства.
Након многобројних преговора и потписаних уговора са САД (Старт1, Салт1, Салт2), Совјети су били принуђени да уклоне систем за допуну горива у ваздуху са авиона Ту-22М и тако му смањили радијус како не би могао да дејствује по циљевима дубоко у унутрашњости САД тако да је Ту-22м почео да служи за неутрализацију стратешки важних циљева у западној Европи и Азији.

### Технички опис
Авион Тупољев Ту-22М је бомбардер дугог домета са два турбомлазна мотора. Нискокрилац са крилима променљиве геометрије стреластог облика, у склопљеном положају крила, авион има минималну површину крила а угао нагиба крила износи 65° при максималној отворености и површини крила угао нагиба крила износи 20°. Стајни трап је система трицикл, на предњој носној нози имао је два точка близанца а две основне ноге које су се налазиле испод крила имале си по 4 точка тако да авион има укупно 10 точкова, што му олакшава слетање и полетање са различито припремљених полетно слетних стаза. Задње основне ноге стајног трапа се увлаче у крила а предња носна нога у труп авиона. Два турбомлазна мотора НК-25 потиска 245 kN су постављени у унутрашњости репног дела авиона. Труп авиона се састоји од два дела први до уводника за ваздух мотора је округлог попречног пресека док је други део који се простире од уводника за ваздух до издувника мотора је правоугаоног попречног пресека. У предњем делу, које изгледа као врх копља, налази се кабина пилота. Готово сви оперативни авиони су снабдевени системом за допуну горивом у лету. Авион је тросед, посаду сачињавају пилот, навигатор и оператор оружар који је уједно и радио оператер.

### Варијанте
- Ту-22М0: Прва серија бомбардера, произведено 9 примерака, брзо повучена из употребе и послата у сектор за обуку пилота
- Ту-22М1: Прва верзија морнаричког Ту-22М-а, произведено 9 примерака.
- Ту-22М2: Први модификовани Ту-22М. Појачани мотори НК-22 повећан долет на 5.100 km и максимална брзина на 1800 km/h. Могао је да носи 3 пројектила Кх-22 ваздух-земља великог домета. Први је уведен у наоружање 1976. године, а произведено их је укупно 211. Производили су се до 1983. године. Последње серије су имале моторе НК-23. Ова верзија није имала радар за праћење ситуације на терену, али је могао да продире при малој висини.
- Ту-22М2Је: Уграђени побољшани мотори НК-25, али нису испунили очекивања.
- Ту-22М3: Продужен нос, повећани усисници ваздуха и повећан угао крила до 65 степени који је омогућавао већу максималну брзину. Авион је укључен у састав морнаричке авијације Совјетског Савеза. Уведен је у употребу 1983. Брзина авиона се повећала на 2.300km/h, а домет на 6.900 km и повећана је носивост за 100%. Авион је могао да носи 3 пројектила Кх-22 или 10 Кх-15 пројектила кратког домета. Могао је да носи и нуклеарно наоружање као и конвенционалне бомбе произведен у 268 примерака.
- Ту-22МР: Извиђачка верзија Ту-22 великог домета. Уведен је у оперативну употребу 1985. године.
- Ту-22МЕ: Побољшане летне и борбене карактеристике. Уведен у наоружање 1990. године.

Укупно је произведено 497 авиона, а производња је обустављена 1993. године.

## Наоружање
- Топ: 1 х 23mm ГШ-23 за самоодбрану уграђен на репу са даљинским управљањем,
- 3 х ракете Кх-22,
- 6 х ракете МКУ-6-1 на ротационом лансеру у унутрашњости авиона плус 4 ракете на два подвесна носача испод крила авиона,
- 1 х ракета Кх-55 крстарећа ракета дугог долета,
- слободно падајуће бомбе 69 х ФАБ 250 или 8 х ФАБ 1500.

## Оперативна употреба
Ту-22М је улазио у саставе совјетске морнаричке авијације и стратегијских снага. Бомбардери у саставу морнарице су служили за далекометне патроле у Тихом и Северном океану као и за неутрализацију бродова НАТО пакта. Због могућности да се допуњава горивом у ваздуху Ту-22м је могао да преваљује огромне раздаљине што је навело НАТО команданте на бригу и стварање контрамера против овакве опасности. Највећу опасност су представљали пројектили Кх-22 који су могли да потопе готово сваки брод и против њих није било, а ни данас нема одбране.
Бомбардери у саставу стратегијских снага су били распоређени у Украјини, Белорусији и на совјетском Далеком истоку. Након распада Совјетског Савеза бомбардери на територији Украјине и Белорусије су ушли у састав снага новоформираних држава док је у Русији остало око 250 бомбардера.
Прво ратно ангажовање је имао у Авганистану од 1987. до 1989. године. Ту-22м је коришћен за дејство по неприступачним талибанским штабовима у планинама Авганистана при чему је избацивао велику количину конвенционалних бомби. Летео је у формацији са ловцима пресретачима МиГ-31 који су пружали заштиту.
Авион је такође ангажован у Чеченији у оба рата где је бомбардовао град Грозни.
Коришћен је и у Грузији 2008. године приликом чега је оборен један Ту-22м3 од стране грузијске армије. После овог инцидента, руске снаге су преиспитале коришћење овог авиона за бомбардовање тактичких циљева, док у те сврхе авијатичари преферирају Сухој Су-34.

## Распад Совјетског Савеза
Пред распад Совјетског Савеза СССР је имао око 300 авиона Ту-22м различитих верзија. Највише авиона овог типа било је стационирано у Русији (око 250). Остатак се налазио у Украјини (око 50) и Белорусији (неколико). Након распада Совјетског Савеза авиони су ушли у састав новоформираних држава на чијој су се територији налазили.

### Украјина
Ту-22м се налазио у базама у Полтави и у бази Ужин код Кијева где су оформљене нове бомбардерске јединице сачињене од ових бомбардера. Украјинско министарство одбране је у почетку намеравало да задржи бомбардере Ту-22м за разлику од Ту-95 и Ту-160 чија је елиминација почела још 1998. године. Украјински Ту-22м су учествовали на међународним сајмовима авиона где су освајали награде. Пошто украјинска влада није имала довољно новца да одржава авионе којима је полако истицао рок употребе и била је потребна модернизација Украјина се одлучила што због раније потписаних уговора (ЦТР, Старт1,...), што због притисака са Запада и што због тешке економске ситуације да се реши свих бомбардера Ту-22м. Авиони су били постепено повлачени из употребе да би последњи био уништен у Јулу 2004. године. Неки авиони су сачувани и налазе се у музејима.

### Белорусија
О белоруским Ту-22м се мало зна. Пре распада Совјетског Савеза на територији Белоруске ССР је постојала једна база у којој се налазило неколико Ту-22м који су служили за евентуалне нападе на циљеве у Западној Европи. Након осамостаљења Белорусије претпоставља се да су авиони за сада приземљени због недостатка делова и новца као и због различитих војних и стратешких интереса некадашњег Совјетског Савеза и данашње Белорусије. Једино је сигурно то да у Белорусији нема нуклеарног наоружања још од 1996. године када су све бојеве главе као и крстареће ракете пренете у Русију на основу раније потписаних и усвојених споразума са Русијом.

## Земље које користе или су користиле овај авион
| - Русија - СССР - Белорусија - Украјина - Индија |